# Брантнер, Франциска
Франциска Катарина Брантнер (нем. Franziska Katharina Brantner, род. 24 августа 1979, Лёррах, Баден-Вюртемберг) — немецкий политик, сопредседатель партии Союз 90 / Зелёные (с 2024).

## Биография
Родилась 24 августа 1979 года в Лёррахе на юге Бадена, провела детство в Нойенбург-ам-Райне. Училась в немецко-французской гимназии во Фрайбурге-им-Брайсгау. По окончании школы в 1999 году в течение года работала в Фонде Генриха Бёлля в Тель-Авиве и Вашингтоне, округ Колумбия. Впоследствии получила дипломы по политологии в контексте международных отношений в парижском Sciences Po и в Школе международных и общественных отношений Колумбийского университета в Нью-Йорке, которую окончила в 2004 году. В 2010 году получила докторскую степень в Университете Мангейма, защитив диссертацию по реформированию Организации Объединенных Наций. Во время учебы в докторантуре работала научным сотрудником на кафедре политических наук в Мангейме, а с 2006 по 2007 год — в Центре европейских исследований колледжа Святого Антония Оксфордского университета. В качестве соавтора приняла участие в исследовании 2008 года о политике Евросоюза в области прав человека в Организации Объединенных Наций для Европейского совета по международным отношениям (ECFR).
В 2009 году избрана в Европейский парламент, являлась официальным представителем фракции «зелёных» по вопросам международных отношений. В 2013 году избрана в бундестаг, сначала входила в Комитет по делам семьи и детства, в 2017 году стала официальным представителем фракции «зелёных» и членом Комитета по международным делам, где специализировалась на проблемах Ближнего Востока и Северной Африки, в основном Египта и Сирии.
В декабре 2021 года назначена парламентским статс-секретарём Министерства экономики.
16 ноября 2024 года избрана на два года одним из двух сопредседателей партии «Союз 90 / Зелёные» вместе с Феликсом Банашаком.